# Liste der Monuments historiques in Saint-Martory
Die Liste der Monuments historiques in Saint-Martory führt die Monuments historiques in der französischen Gemeinde Saint-Martory auf.

## Liste der Bauwerke
| Bezeichnung        | Beschreibung                  | Standort               | Kennzeichnung | Schutzstatus | Datum | Bild           |
| ------------------ | ----------------------------- | ---------------------- | ------------- | ------------ | ----- | -------------- |
| Schloss            | Erbaut im 16. Jahrhundert     | (Lage)                 | PA00125570    | Inscrit      | 1993  |                |
| Wegekreuz          | 15. Jahrhundert               | Place du Pont (Lage)   | PA00094467    | Classé       | 1913  |                |
| Kreuz              | 14. Jahrhundert               | Avenue du Picon (Lage) | PA00094468    | Inscrit      | 1927  |                |
| Grotte Montconfort |                               | (Lage)                 | PA00125571    | Inscrit      | 1993  |                |
| Gebäude            |                               | Rue du Centre (Lage)   | PA31000069    | Inscrit      | 1988  |                |
| Gebäude            | Erbaut im 12./13. Jahrhundert | (Lage)                 | PA00094466    | Classé       | 1994  |                |
| Menhir Peyro-Hitto | Neolithikum                   | (Lage)                 | PA00094469    | Classé       | 1962  | weitere Bilder |
| Brücke             | Erbaut im 18. Jahrhundert     | (Lage)                 | PA00094470    | Inscrit      | 1950  |                |

## Liste der Objekte
- Monuments historiques (Objekte) in Saint-Martory in der Base Palissy des französischen Kultusministeriums